# Université al-Qods
Pour les articles homonymes, voir Al-Qods.
L'université al-Qods (en arabe : جامعة القدس), est une université palestinienne créée en 1977 dont le campus principal se trouve à Abou Dis, dans l'agglomération de Jérusalem. Elle accueille plus de 10 000 étudiants et travaille en collaboration avec l’Université hébraïque de Jérusalem.
Le campus d'Abou Dis borde la barrière de séparation israélienne qui le sépare de Jérusalem-Est.

## Facultés
- La faculté de théologie : créée en 1978, cette faculté occupe actuellement les locaux de l'Ecole normale des instituteurs, qui appartient à l'association des habitants de Beït Hanîna. Elle prépare à la licence en droit islamique (charî'a).

- La faculté des sciences et de technologie (Abû Dis-al-Qods) : créée en 1970 sous le nom de « Institut arabe », elle devient en 1977 la faculté des sciences et de technologie. À la suite de problèmes qu'elle a connus, elle est contrainte dans les disciplines précitées et délivre un diplôme d'aptitude pédagogique.

- La faculté arabe pour les professions sanitaires : cette faculté fut créée en 1979 sous le nom de « Faculté arabe de médecine ». Elle comprend l'école des infirmiers, la faculté des sciences médicales, de la médecine laborantine et de la santé générale. La faculté prépare à des études de licence.

- L'Institut des sciences juridiques islamiques, créé en 1975. C'est une annexe de l'Institut d'Amman. De même diverses autres écoles[pas clair] : école des infirmiers de l'hôpital « Al Maqâsid Al-Khaïriyya » (l'hôpital des Œuvres charitables), école des infirmiers de l'Union luthérienne internationale.

## Historique
L'université est présidée de 1995 à 2014 par le philosophe et homme politique Sari Nusseibeh.

### Seconde Intifada
Lors de la seconde Intifada, l'université est fermée. Elle n'est rouverte qu'après que Sari Nusseibeh ait signé un document qui déclare que l’université al-Qods et ses bureaux ne serviront pas à l’Autorité palestinienne, et ne recevront pas de fonds de sa part.

### Violences de 2014
En mars 2014, le président de l'Université, Sari Nusseibeh, démissionne après que des manifestants masqués pro-Hamas portant des répliques de roquettes et vantant les attaques sur Israël ont organisé plusieurs rassemblements sur les sites universitaires.

En mai 2014, le professeur Mohammed Dajani Daoudi (en), chef du département d'études américaines et directeur de la bibliothèque de l'université Al Qods, démissionne de son poste, après des mois de menaces de mort, d'émeutes sur le campus et d'intimidations verbales et physique au sujet du voyage qu'il a organisé à l'ancien camp d'extermination nazi d'Auschwitz en Pologne où il avait emmené 27 de ses étudiants en mars. Le professeur dénonce le double discours : 
« Nous (les Palestiniens) disons que nous sommes pour la démocratie et nous pratiquons l'autocratie ; nous disons que nous sommes pour la liberté d'expression et la liberté académique, mais nous refusons aux gens de la pratiquer ». 
En janvier 2015, sa voiture est incendiée ; il quitte alors son pays pour se réfugier aux États-Unis où un poste de chercheur à l'Institut de Washington pour la politique au Proche-Orient l'attendait.

## Personnalités associées à l'université
- Anwar Abu Eisheh, homme politique palestinien
- Sari Hanafi, sociologue franco-palestinien
- Ibrahim Souss, écrivain et homme politique palestinien